# Juez federal de Brasil
Un Juez Federal en Brasil, es el magistrado que procesa y juzga las causas que se tramitan en la Justicia Federal ordinaria que, a su vez, tiene competencia para juzgar causas que involucren o interesen a la Unión y sus entidades.
De acuerdo con la Constitución Federal, el juez federal es un órgano del Poder Judicial. Como tal es responsable de juzgar los conflictos de forma justa e imparcial, con base en la ley, con el objetivo de pacificar las relaciones sociales. 
Específicamente en el caso de la Justicia Federal, le corresponde juzgar acciones en las que la Unión, sus autarquías y empresas públicas federales estén de alguna forma involucradas. Además, el magistrado también juzga otros asuntos, como los que implican a estados extranjeros, litigios sobre derechos indígenas, casos relativos a la nacionalidad y la naturalización y la ejecución de sentencias extranjeras.
En materia penal, el juez juzga, entre otros, los delitos políticos y las infracciones penales cometidas en perjuicio de los bienes, servicios o intereses de la Unión o de sus entidades autónomas o empresas públicas, los delitos contra la organización del trabajo y, por regla general, los delitos cometidos a bordo de buques o aeronaves.
Los jueces federales acceden a la carrera mediante concurso público. El concurso consiste en una prueba objetiva, pruebas discursivas sobre sentencias civiles y penales, una prueba oral, una evaluación de la vida anterior, exámenes médicos y una evaluación de las calificaciones. El concurso exige a los candidatos a magistrado federal un mínimo de 3 años de experiencia jurídica.